# 克列孟梭博物馆

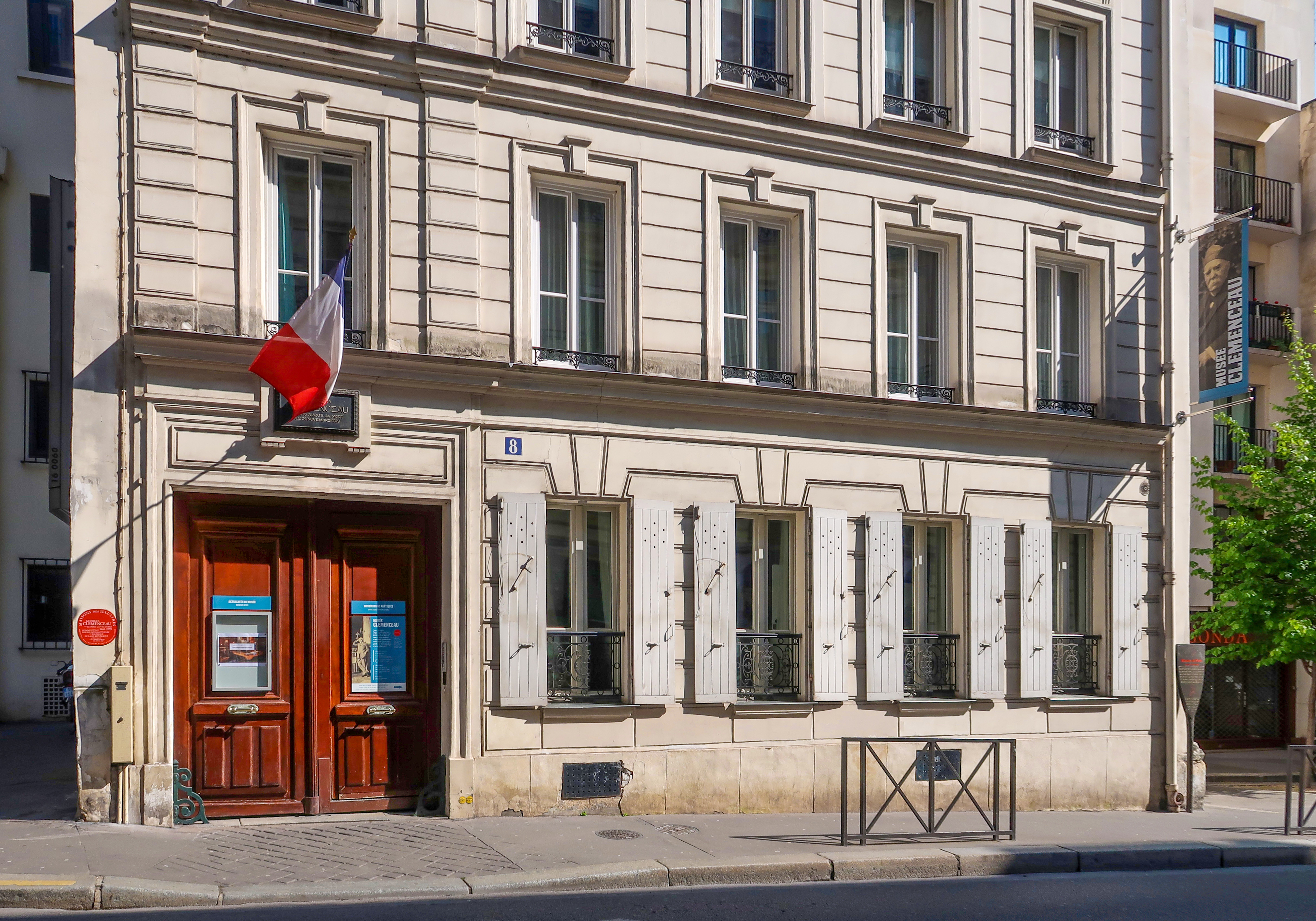
入口

克列孟梭博物馆（Musée Clemenceau）位于巴黎十六区富兰克林街8号，为法国总理乔治·克列孟梭（1841–1929）的故居（1895-1929年），于1931年开放，按克列孟梭在世时原样陈列，以及肖像、照片、书籍、报刊、手稿等。